# Kanton Le Grand-Lucé
Kanton Le Grand-Lucé (fr. Canton du Grand-Lucé) je francouzský kanton v departementu Sarthe v regionu Pays de la Loire. Tvoří ho osm obcí.

## Obce kantonu
- Courdemanche
- Le Grand-Lucé
- Montreuil-le-Henri
- Pruillé-l'Éguillé
- Saint-Georges-de-la-Couée
- Saint-Pierre-du-Lorouër
- Saint-Vincent-du-Lorouër
- Villaines-sous-Lucé